# Attapeu
Attapeu (Laosià: ອັດຕະປືປື), també escrit com Attopu o Attapu, és la capital de la província d'Attapeu, Laos. Es la capital de província que es troba mes al sud entre les capitals provincials de Laos oposades a Phongsali en el nord.
L'aeroport internacional d'Attapeu és localitzat aproximadament a 28 quilòmetres d'Attapeu. L'aeroport va obrir el maig de 2015 però no va rebre vols fins que l'abril de 2016 les línies aèries van introduir vols des de Vientiane via Pakse. Tanmateix, la línia aèria es va retirar del mercat l'octubre de 2016 a causa de la baixa demanda de passatgers. TTR Weekly va atribuir la situació de l'aeroport a la manca d'atraccions turístiques properes, encara que l'activitat comercial ha augmentat a causa de la seva proximitat a Vietnam.